# Vaunaveys-la-Rochette
Vaunaveys-la-Rochette település Franciaországban, Drôme megyében. Lakosainak száma 611 fő (2022. január 1.). Vaunaveys-la-Rochette Crest, Cobonne, Eurre, Gigors-et-Lozeron, Ourches és Upie községekkel határos.

## Népesség
A település népessége az elmúlt években az alábbi módon változott:
| Lakosok száma | 274  | 401  | 448  | 576  | 596  | 592  | 584  | 585  | 583  | 611  |
|               | 1968 | 1982 | 1990 | 2006 | 2013 | 2015 | 2017 | 2019 | 2020 | 2022 |